# Stefan Czerwiński (muzyk)
Stefan Czerwiński – polski muzyk, kompozytor, gitarzysta, basista, klawiszowiec, multiinstrumentalista.
W 2009 roku wraz z Iwo Borkowiczem i Andrzejem Zujewiczem założył zespół The Ploy, w którym grał na gitarze, gitarze basowej oraz instrumentach klawiszowych. Grupa występowała głównie w lokalnych klubach, nagrała płytę demo, a także wydała własnym sumptem jeden album długogrający.
W 2013 roku dołączył do poznańskiego zespołu Muchy, z którym w 2015 nagrał koncertowy album "Powracająca fala" będący zapisem występu grupy na Festiwalu Jarocin. W roku 2016, w ramach Festiwalu Jarocin wystąpił wraz z Drivealone w projekcie "Nowsza Aleksandria", który również został zarejestrowany i wydany w formie płyty, w tym samym roku.
Współautor i współkompozytor płyty "Szaroróżowe", wydanego w lipcu 2021 roku. W 2022 wraz z zespołem Muchy nominowany do nagrody Fryderyki 2022 w kategoriach "Album roku Rock/Metal, "Utwór roku", oraz "Zespół/Projekt artystyczny roku". Laureat nagrody Fryderyki 2022 w kategorii "Album roku Rock/Metal" jako współkompozytor płyty "Szaroróżowe" zespołu Muchy.
W 2014 roku dołączył do zespołu Terrific Sunday, z którym w roku 2015 wydał debiutancki album "Strangers, Lovers" nominowany do nagrody Fryderyki 2016 w kategorii "Fonograficzny debiut rocku". Współautor drugiej płyty zespołu zatytułowanej "Młodość" wydanej w roku 2019.

## Dyskografia

### The Ploy
- The most famous man nobody has ever heard of (2014)[10]

### Terrific Sunday
- Strangers, Lovers (2015)[11]
- Młodość (2019)

### Muchy
- Powracająca fala (2015)[12]
- Szaroróżowe (2021)[13]